# Morice Lipsi

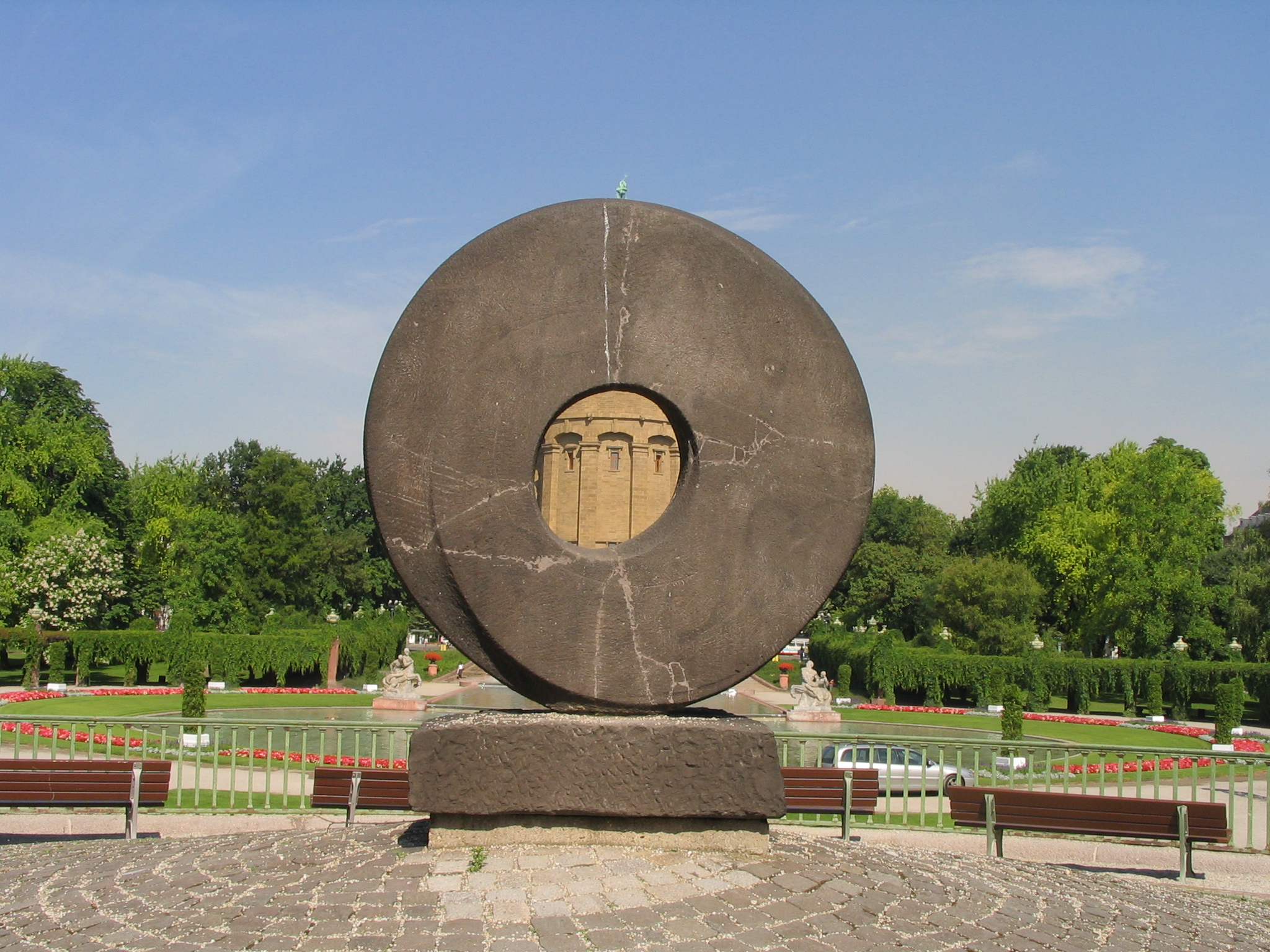
La Roue (1960), Skulpturenmeile Mannheim in Mannheim

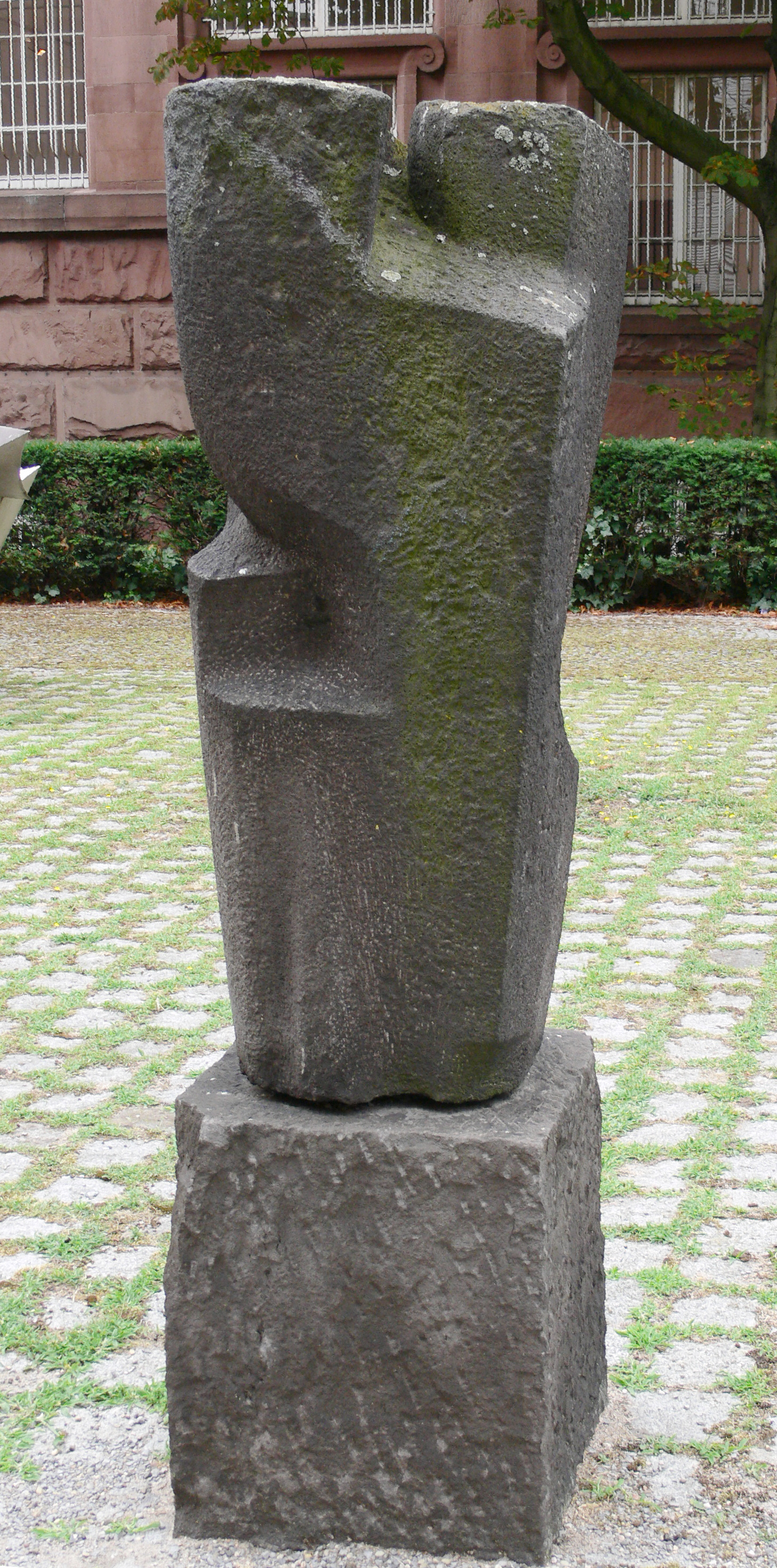
Tektonisch (1958), beeldenpark van de Kunsthalle Mannheim

Morice Lipsi (Pabianice (Agglomeratie van Łódź), 29 april 1898 – Küsnacht, 1986), was een Franse beeldhouwer van Poolse afkomst. Hij was, vooral na de Tweede Wereldoorlog, een belangrijk vertegenwoordiger van de Abstracte kunst.

## Leven en werk
Moryce Lipszyc (zoals hij oorspronkelijk heette) voegde zich in 1912 bij zijn oudste broer, de beeldhouwer Samuel Lypszyc, in Parijs. Hij vestigde zich in het artiestencomplex La Ruche in de wijk Montparnasse, waar toen veel internationale kunstenaars hun atelier hadden, zoals Marc Chagall, Chaim Soutine, Amedeo Modigliani, Ossip Zadkine en Guillaume Apollinaire. Hij studeerde vanaf 1916 aan de École nationale supérieure des beaux-arts in Parijs. In 1922 kreeg hij zijn eerste solo-expositie in Galerie Hébrard in Parijs.
In 1927 ontmoette hij de uit Zürich afkomstige Zwitserse kunstenares Hildegard Weber (1901-2000) met wie hij in 1930 huwde. Hij werkte van 1927 tot 1933 in zijn eigen atelier in de Rue de Vanves 172. In 1929 veranderde hij zijn naam in Morice Lipsi en in 1933 verwierf hij de Franse nationaliteit; hij verhuisde toen naar Chevilly-Larue in de Parijse banlieue. Tot 1939 verbleef het echtpaar Lipsi gedurende de zomermaanden in Italië.
Lipsi bewerkte vanaf 1931 zijn steen en taille directe. Hij werd in 1937 uitgenodigd voor de Exposition universelle des arts et techniques de Paris. In 1940 werd hij bij het uitbreken van de oorlog gemobiliseerd. Hij verbleef na de wapenstilstand in het departement Charente, waar hij diverse werken maakte, zoals Bergers et moutons. Ook maakte hij kunstwerken voor enkele kerkgebouwen. In 1942 week hij uit naar Genève in Zwitserland, waar hij zich richtte op de abstracte kunst. Op 7 mei 1945 keerde hij weer terug naar zijn oude atelier in Chevilly. Zijn werk zou vanaf dit moment zuiver abstract worden.
In 1959 nam hij deel aan documenta 2 in Kassel. Na 1960 ontving hij talrijke opdrachten voor werk in de openbare ruimte in Frankrijk, Japan, Israël, Tsjecho-Slowakije, Duitsland en IJsland. Zijn werk bevindt zich in vele musea, beeldenparken en particuliere kunstverzamelingen.

## Grenoble
Een van de grootste werken die Lipsi heeft nagelaten is wel het granieten beeld Ouverture dans l'espace, dat in 1967 is geplaatst bij de entree van Grenoble aan de zijde van Saint-Martin-le-Vinoux ter gelegenheid van de Olympische Winterspelen 1968. Het beeld is 12,5 meter hoog en weegt 85 ton. Een ander werk van Lipsi bevindt zich in het beeldenpark van het Musée de Grenoble: La grande vague uit 1978.

## Musée Morice Lipsi
In Rosey (Arrondissement Vesoul) in de Franche-Comté is in 1990 het Musée Morice Lipsi geopend, waar in het museum en het beeldenpark honderden werken van Lipsi worden tentoongesteld.